# Київське маршрутне таксі
Ки́ївське маршру́тне таксі́ — система маршрутних таксі в місті Києві. Станом на 2024 рік представлена 103 маршрутами та 13 перевізниками.

## Історія
У Києві маршрутні таксі з'явилися в 1960-х роках. Тоді на лініях експлуатувалися автомобілі РАФ-977. Новий вид транспорту достатньо швидко став популярним, незважаючи на підвищену вартість проїзду. У другій половині 1970-х років на лінії маршрутних таксі з'явилися нові мікроавтобуси РАФ-2203. Станом на 1987 рік в місті працювало 28 таксомоторних маршрутів, загальна протяжність яких становила понад 100 км. На лініях використовувалися 62 РАФ-2203.
Після економічних потрясінь 1980 — 1990-х років маршрутне таксі, які знаходилися в державній власності, стало нерентабельним та занепало. Маршрутні таксі почали зникати з вулиць міста.
У 1997 році цей вид транспорту почав відроджуватися. З'являлися перші приватні власники маршруток. Першим приватним перевізником був ЗАТ «Автосвіт», який експлуатував автобуси моделі «ГАЗель». З того часу маршрутне таксі почало бурхливо розвиватися. Оскільки ГАЗелі не справлялися з пасажиропотоком, почали з'являтися інші автомобілі: Iveco Daily, Mercedes-Benz Vario. Але їх також виявилося недостатньо. Проблема незручності пересування вирішилися після випуску в експлуатацію автобусів Черкаського автозаводу «Богдан» А091, А092.
Піком розвитку маршрутних таксі була середина 2000-х років, коли їх загальна кількість була у межах 300 маршрутів, на які виходило більше 1500 автобусів при значній кількості перевізників, особливо малих.
Починаючи з кінця 2000-х років мережа маршрутних таксі суттєво почала скорочуватися. Нерентабельні маршрути закривалися через відсутність попиту, а й відповідно прибутку. Починаючи з 2012 року проводилась кампанія по закриттю дублюючих маршрутних таксі, зокрема були зачинені маршрутні таксі № 159, 204, 246, 248, 506 і т. д., що дублювали комунальний транспорт.
За період між 2011 та 2018 роками було закрито близько 52 маршрутів, хоча деякі з них продовжують курсувати у статусі «нелегальних». За цей же період було відкрито лише 5 нових маршрутів: 250, 500, 501, 502 та 512.
Наразі маршрутні таксі становлять 25 % від загального пасажирського транспорту та покривають усе місто протяжними та короткими маршрутами.
23 травня 2023 року вперше в маршрутних таксі столиці з'явилася можливість оплати проїзду за допомогою валідатора, а саме, у тестовому режимі валідатори запрацювали у маршрутному таксі № 444К (Станція метро  «Виставковий центр» — вул. Метрологічна). Для сплати за проїзд достатньо прикласти банківську картку з PayPass або гаджет із функцією безконтактної оплати до валідатора. Також оплату можна здійснити карткою киянина або з гаманця на транспортній карті «Київ Цифровий». Водночас, даний спосіб не набув розповсюдження на всі маршрути, тому станом на 2024 рік основним засобом оплати проїзду залишається готівка.

## Маршрути
Станом на листопад 2024 року у місті діє 102 легальних маршрутів. Умовно маршрути можна поділити на довгі, що сполучають віддалені райони (наприклад, маршрути № 242, 416) та короткі, які частіше за все сполучають житлові масиви чи певні райони з метрополітеном (наприклад, маршрути № 183, 224, 577).

## Рухомий склад

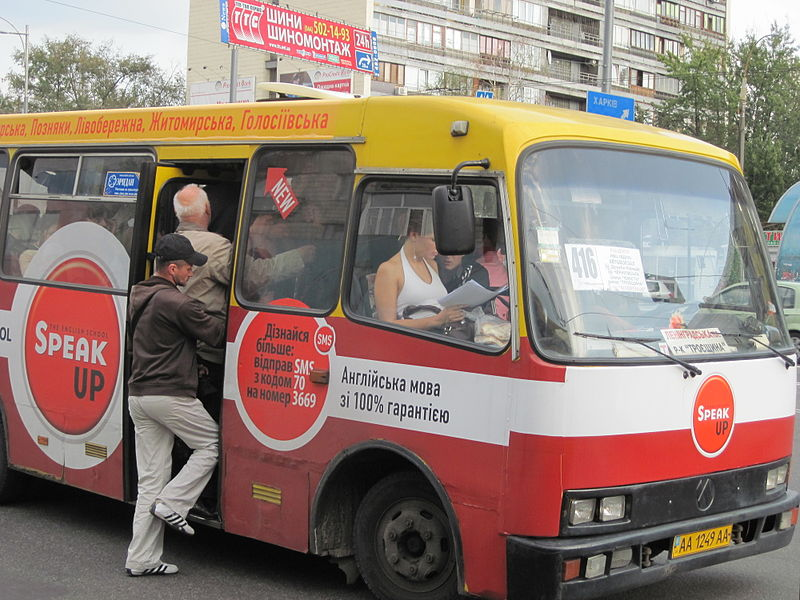
«Зручність» київських маршруток

Основною складовою парку маршрутних таксі є автобуси малого класу і лише незначна частина автобуси великого класу.
Основною популярною моделлю залишається автобуси Богдан А091 та Богдан А092. Меншу частку займають менш комофортабельні та незручні автобуси моделі Рута різних модифікацій. Також розповсюдженими є автобуси моделі ЗАЗ А07А І-Ван. Починаючи з 2016 року ринок перевезень почали заповнювати автобуси моделі Ataman А092H6 та Богдан А221. Останні почали з'являтися через нові конкурсні вимоги, щодо експлуатації маршрутів.
Автобуси великого класу у приватних перевізників експлуатуються в край рідко, через дорожчу собівартість, малу швидкість та маневреність. Але починаючи з 2021 року частка автобусів великої місткості почала зростати, через змінені вимоги на конкурсах до рухомого складу.
Автобуси моделей ГАЗ, ПАЗ, IVECO Daily 3, Volkswagen LT, Mercedes-Benz Sprinter (T1N) та інші, що часто зустрічались у 2000-х роках не використовуються на маршрутах, через їх малу місткість та не відповідність до конкурсних вимог.

## Перевізники
Станом на листопад 2024 року в місті діє 13 перевізників, які організовують роботу на 103 маршрутах маршрутних таксі. Умовно компанії-перевізників можна поділити на великі (понад 10 маршрутів), середні (4 — 10 маршрутів) і дрібні (менше 3 маршрутів). Фактично ринок перевезень представлений місцевими приватними перевізниками. Окрім цього на міських маршрутах також працюють приміські перевізники, зокрема на маршрутах № 187, 200к та 474.
Основними великими приватними первізниками є:
- ПП «Авен Єзер»;
- ПП «Універсал-Транс»;
- ТОВ «Ярославь-Авто»;
- ТОВ «Кийтранс-2005»;
- ПП «Парк»;
- ТОВ «Радонь».

За останні декілька років кількість дрібних і великих перевізників скоротилася в рази. Основною причиною скорочень можна назвати програш компаніями-перевізниками маршрутів на конкурсі або викуп компанії більшою компанією.
Також, починаючи з 20 січня 2022 року комунальне підприємство «Київпастранс» припинило обслуговування маршрутних таксі.

## Проїзд
Вартість проїзду на маршруті встановлюється перевізником в залежності від довжини та унікальності маршруту. Наприклад:
- 7 гривень — № 569;
- 8 гривень — № 187, 203;
- 10 гривень — № 241, 457;
- 12 гривень — № 166, 188;
- 15 гривень — більшість маршрутів.

## Перспективи
Подальше перспектива розвитку залишається незрозумілою. Згідно рекомендацій Міжнародного банку розглядалось скорочення числа маршрутів маршрутного таксі. Першочергово це заміна маршрутів-дублерів. Також розглядалось закриття малопопулярних маршрутів. Деякі маршрути пропонувалось замінити на автобусні маршрути чи тролейбусні маршрути.
Також і з перспектив слід виділити поступове оновлення рухомого складу, боротьбу із «нелегальними» перевізниками та підвищення тарифів на проїзд.